# 皮佐尼
皮佐尼（義大利語：Pizzoni），是意大利维博瓦伦蒂亚省的一个市镇。总面积23平方公里，人口1254人，人口密度54.5人/平方公里（2009年）。